# Międzybrodzie (potok)
Międzybrodzie – potok, lewy dopływ potoku Czercz.
Potok przepływa przez miejscowość Piwniczna-Zdrój w województwie małopolskim, w powiecie nowosądeckim. Najwyżej położone źródło znajduje się na wysokości około 1080 m pod wschodnim, niższym wierzchołkiem Wielkiego Rogacza w Paśmie Radziejowej w Beskidzie Sądeckim. Spływa całkowicie lesistą doliną w południowo-wschodnim, a następnie południowym kierunku i na wysokości około 740 m uchodzi do Czercza.